# Armorial des familles basques (Mi - Mu)
Cet article décrit l'armorial des familles basques par ordre alphabétique et concerne les familles dont les noms commencent par les lettres « Mi » successivement jusqu’à « Mu ».

## Mi
Famille Michelena (vallée d'Oiartzun) :
| Blason | Blasonnement : De gueules à une bande d'argent accostée de deux étoiles d'or. Note : Les blasonnements de cette page sont tous issus de cet ouvrage qui cite également d'autres sources Commentaires : Famille originaire de la vallée d'Oiartzun où elle est toujours représentée, établie à Urdax et Elizondo, en vallée du Baztan et en Labourd. |

Famille Milhayn (Pays de Mixe) :
| Blason | Blasonnement : De gueules à trois chevrons d'or (qui est Luxe). Note : Les blasonnements de cette page sont tous issus de cet ouvrage qui cite également d'autres sources ; Commentaires : Arnaud de Luxe, seigneur de Milhayn, à Sillègue, était homme d'armes du comte de Foix contre les Anglais en 1336-1337. |

Famille Mimiague (Bayonne) :
| Blason | Blasonnement : D'argent à une aigle d'azur ; au chef de gueules plain. Note : Les blasonnements de cette page sont tous issus de cet ouvrage qui cite également d'autres sources. Commentaires : N. de Mimiugue, avocat au sénéchal de Bayonne, reçut d'office ces armes à l'Armorial général de 1696. |

Famille Minondo (Basse-Navarre) :
| Blason | Blasonnement : De gueules à trois fasces d'or accompagnées de deux croix teutoniques du même, une en chef, l'autre en pointe. Alias : d'argent à la croix alaisée de gueules. Note : Les blasonnements de cette page sont tous issus de cet ouvrage qui cite également d'autres sources Commentaires : Maison noble d'Irouléguy, en vallée de Baïgorry, avec des branches en Labourd, Saint-Sébastien et au Guatémala. Note : La confusion du premier blasonnement provenait d'une erreur de traduction, il n'y avait pas trois mais deux croix Teutonique. |

Famille Miqueu (Pays de Cize) :
| Blason | Blasonnement : Écartelé, aux 1 et 4 d'or à une croix pommetée de gueules ; aux 2 et 3 d'azur à un ermitage d'argent. Note : Les blasonnements de cette page sont tous issus de cet ouvrage qui cite également d'autres sources, |

Famille Mira (Basse-Navarre) :
| Blason | Blasonnement : D'azur à la tour d'argent ouverte de gueules, sur une onde d'argent et d'azur, et un lévrier moucheté d'argent et de sable, attaché à la porte de la tour ; à la bordure d'or chargée de dix chaudrons de sable. Note : Les blasonnements de cette page sont tous issus de cet ouvrage qui cite également d'autres sources Commentaires : Note : Ce blasonnement est incomplet et/ou incohérent (le lévrier à dextre ou senestre ?). |

Famille Mirafuentes (Fontarrabie) :
| Blason | Blasonnement : D'or à trois fasces de sable ; à la bordure de gueules chargée de huit flanchis d'or. Note : Les blasonnements de cette page sont tous issus de cet ouvrage qui cite également d'autres sources Commentaires : Une branche s'établit à Fontarrabie ou Diego et Martin de Mirafuenles prouvèrent leur noblesse en 1765. |

Famille Miramon (de) (Bayonne) :
| Blason | Blasonnement : Note : Les blasonnements de cette page sont tous issus de cet ouvrage qui cite également d'autres sources Commentaires : Famille patricienne de Bayonne originaire de Narp et Oloron-Sainte-Marie, en Béarn où elle est citée en 1650, établie en Labourd au XVIIIe siècle. |

Famille Miramon (Guipuscoa) :
| Blason | Blasonnement : D'argent au sanglier passant au naturel poursuivi par un chien du même. Alias : d'argent à l'arbre de sinople et un sanglier de sable au pied l'arbre. Note : Les blasonnements de cette page sont tous issus de cet ouvrage qui cite également d'autres sources Commentaires : Maison noble à Artiga, près de Saint Sébastien, dont les membres furent parmi les fondateurs de l'église de Saint Sébastien el Antiguo. |

Famille Mirandola (Guipuscoa) :
| Blason | Blasonnement : D'or à l'aigle éployée de sable, becquée de gueules, accompagné d'un listel avec l'inscription "Si Deus nobiscum quis contra nos". Alias : d'or à l'arbre de sinople terrassé du même, et un loup passant de sable derrière le tronc, accompagné de deux croissants de gueules, un dans chaque canton du chef. Note : Les blasonnements de cette page sont tous issus de cet ouvrage qui cite également d'autres sources Commentaires : Maison noble de Legazpia. Preuves de noblesse en 1483. Note : Le premier blasonnement est incomplet et/ou incohérent (manque couleur du listel, de la devise). |

Famille Miremont (Guiche) :
| Blason | Blasonnement : D'argent au sanglier de sable passant au pied d'un arbre de sinople. Alias : d'or au sanglier de sable passant au pied d'un arbre de sinople. Note : Les blasonnements de cette page sont tous issus de cet ouvrage qui cite également d'autres sources,. Commentaires : Il existe des maisons de ce nom a Amorrotz et Bardos. |

Famille Mitarte (Guipuscoa) :
| Blason | Blasonnement : Écartelé, aux 1 et 4 d'or à l'aigle d'azur ; aux 2 et 3 de gueules à trois étoiles d'or 2 et 1. Note : Les blasonnements de cette page sont tous issus de cet ouvrage qui cite également d'autres sources Commentaires : Maison noble de Arenaza, vallée royale de Léniz. |

Famille Miura Iturralde (Fontarrabie) :
| Blason | Blasonnement : D'or à deux chaudrons de sable posés en pal. Alias : coupé, au 1 d'or à l'église entourée d'anges ; au 2 d'argent à trois fasces de sinople ; à la bordure d'azur chargée de huit flanchis d'or. Note : Les blasonnements de cette page sont tous issus de cet ouvrage qui cite également d'autres sources Commentaires : Preuves de noblesse en 1643 par Martin Miura Iturralde. |

## Mo
Famille Mocozuain (Basse-Navarre) :
| Blason | Blasonnement : D'argent au pal d'azur accosté de deux loups de sable, l'un au canton dextre du chef, l'autre en pointe à senestre. Note : Les blasonnements de cette page sont tous issus de cet ouvrage qui cite également d'autres sources, Commentaires : Maison noble à Saint-Etienne-de-Baïgorry. |

Famille Mocorrea (Irun) :
| Blason | Blasonnement : De gueules à quatre épées d'argent, la poignée d'or, posées en croix, accompagnées de quatre fleurs de lys d'argent, une à chaque canton. Note : Les blasonnements de cette page sont tous issus de cet ouvrage qui cite également d'autres sources |

Famille Modet (Navarre) :
| Blason | Blasonnement : D'azur au losange d'or. Note : Les blasonnements de cette page sont tous issus de cet ouvrage qui cite également d'autres sources Commentaires : Famille française, originaire de Mayenne, établie en Navarre et en Guipuscoa, à Urnieta, près de Saint-Sébastien. Preuves de noblesse à Pampelune en 1782. |

Famille Mogrobejo (Biscaye) :
| Blason | Blasonnement : De sable à la tour d'argent ouverte d'azur, surmontée de trois fleurs de lys d'or et accompagnée de deux lions du même appuyés contre la tour ; à la bordure de gueules chargée de huit T d'or. Les armes primitives sont : De gueules à une tour d'argent accompagnée de deux lions du même appuyés contre la tour, et en chef de huit coquilles d'or posées en deux fasces, surmontées de trois fleurs de lys du même. Note : Les blasonnements de cette page sont tous issus de cet ouvrage qui cite également d'autres sources Commentaires : Famille originaire de la région de Santander où elle avait sa maison souche dans la vallée de Camaleno. Elle passa à Bilbao. |

Famille Moisset (de) (Bayonne) :
| Blason | Blasonnement : D'argent à une rose de gueules soutenue d'un croissant du même. Note : Les blasonnements de cette page sont tous issus de cet ouvrage qui cite également d'autres sources ; Commentaires : Famille patricienne de Bayonne, anoblie en 1650. |

Famille Moleres (Bayonne) :
| Blason | Blasonnement : Parti, au 1 d'or à l'arbre de sinople fusté de sable ; au 2 de sinople a l'agneau du Bon Pasteur d'argent portant l'étendard de gueules, à la croix alaisée d'argent, surmonté d'une étoile d'or. Note : Les blasonnements de cette page sont tous issus de cet ouvrage qui cite également d'autres sources. |

Famille Monabe (Saint-Sébastien) :
| Blason | Blasonnement : Parti, au 1 d'argent au chêne de sinople, fruité d or, et un ours brun au naturel appuyé contre le tronc, voulant attraper un fruit ; au 2 de sinople à la tour d'argent. Note : Les blasonnements de cette page sont tous issus de cet ouvrage qui cite également d'autres sources |

Famille Monségur (Ascain) :
| Blason | Blasonnement : D'argent a une fasce de gueules surmontée de trois roses du même. Note : Les blasonnements de cette page sont tous issus de cet ouvrage qui cite également d'autres sources. |

Famille Montaut (Bayonne) :
| Blason | Blasonnement : Ecartelé, aux 1 et 4 fascé de quatre pièces de... ; aux 2 et 3 de... à la croix ancrée de... Note : Les blasonnements de cette page sont tous issus de cet ouvrage qui cite également d'autres sources Note : Ce blasonnement est incomplet et/ou incohérent. Commentaires : Maison noble d'Okendo. |

Famille Montoya (Guipuscoa) :
| Blason | Blasonnement : D'azur à dix feuilles de peuplier d'argent ; à la bordure chargée du cordon de saint François d'argent. Note : Les blasonnements de cette page sont tous issus de cet ouvrage qui cite également d'autres sources Note : Ce blasonnement est incomplet et/ou incohérent (manque la couleur de la bordure). Commentaires : Martin Pérez de Montoya fut procureur de la Alcaldia (mairie) de Sayaz, à la Junte Générale de Getaria, en 1397. |

Famille Montréal d'Urtubie et d'Armendaritz (Navarre) :
| Blason | Blasonnement : D'argent à la croix de gueules chargée d'un lion léopardé d'argent, accosté et assailli de deux griffons affrontés du même. Note : Les blasonnements de cette page sont tous issus de cet ouvrage qui cite également d'autres sources ; Commentaires : Les seigneurs et barons d'Armendaritz portaient : écartelé, aux 1 et 4 d'azur au château ouvert et crénelé d'argent ; aux 2 et 3 d'or à deux vaches passantes de gueules, colletées, accornées et clarinées d'azur. Comtes de Troisvilles et marquis de Monein. |

Famille Monzon (Navarre) :
| Blason | Blasonnement : D'azur à une bande d'argent embouchée de deux têtes de dragons d'or, lampassées de gueules, accompagnée en chef d'une jarre d'or chargée de cinq iris d'argent, et en pointe d'une fleur de lys d'or. Note : Les blasonnements de cette page sont tous issus de cet ouvrage qui cite également d'autres sources Commentaires : Maison noble à Pampelune. Des membres de cette famille s'établirent en Labourd, à Saint-Jean-de-Luz et Sare. |

Famille Moracea (Navarre) :
| Blason | Blasonnement : De gueules à trois feuilles de peuplier d'argent (alias : d'or). Note : Les blasonnements de cette page sont tous issus de cet ouvrage qui cite également d'autres sources Commentaires : Maison noble de Moracea, région d'Estella. |

Famille Moracin (Bayonne) :
| Blason | Blasonnement : D'argent à l'écureuil rampant de sable. Note : Les blasonnements de cette page sont tous issus de cet ouvrage qui cite également d'autres sources. |

Famille Morancy (de) (Bayonne) :
| Blason | Blasonnement : D'azur à une fleur lys d'argent, accompagnée de trois écussons de gueules. Note : Les blasonnements de cette page sont tous issus de cet ouvrage qui cite également d'autres sources * Il y a là non-respect de la règle de contrariété des couleurs : ces armes sont fautives (gueules/azur). |

Famille Morel (Came) :
| Blason | Blasonnement : D'argent à quatre fasces de gueules. Note : Les blasonnements de cette page sont tous issus de cet ouvrage qui cite également d'autres sources. Commentaires : Le sieur Morel, de Came, reçut d'office en 1701 ces armes. |

Famille Morel (Navarre) :
| Blason | Blasonnement : D'azur à la fleur de lys d'or ; au chef d'argent chargé d'une aigle de sable. Note : Les blasonnements de cette page sont tous issus de cet ouvrage qui cite également d'autres sources Commentaires : Famille d'origine française établie en Navarre où elle s'allia aux Irumberry. |

Famille Morentin (Pays de Mixe) :
| Blason | Blasonnement : De gueules à cinq échiquiers posés en sautoir, d'argent à cinq points de sable. Note : Les blasonnements de cette page sont tous issus de cet ouvrage qui cite également d'autres sources, Commentaires : Maison noble de Morentin, au village de ce nom, au sud d'Estella. |

Famille Morras (vallée du Baztan) :
| Blason | Blasonnement : Échiqueté d'argent et de sable (armes de la vallée). Note : Les blasonnements de cette page sont tous issus de cet ouvrage qui cite également d'autres sources |

Famille Moyua (Biscaye) :
| Blason | Blasonnement : Parti au 1 de sinople au château d'or sur une onde d'argent et d'azur ; coupé d'or à deux coqs passants de gueules l'un sur l'autre ; au 2 de gueules au chevalier armé d'argent sur un cheval du même, et un autre chevalier à ses pieds, chacun portant une lance. Note : Les blasonnements de cette page sont tous issus de cet ouvrage qui cite également d'autres sources Commentaires : Armes de la branche de la famille passée en Biscaye. |

Famille Moyua (Guipuscoa) :
| Blason | Blasonnement : D'argent à l'arbre de sinople et un ours au naturel appuyé contre le tronc. Note : Les blasonnements de cette page sont tous issus de cet ouvrage qui cite également d'autres sources Commentaires : Maison noble de Bergara. |

## Mu
Famille Mues (Navarre) :
| Blason | Blasonnement : De gueules a deux fasces d'or filetées d'argent ; à la bordure d'azur chargée de neuf besants d'argent. Note : Les blasonnements de cette page sont tous issus de cet ouvrage qui cite également d'autres sources, Commentaires : Un palacio de ce nom existait dans le village qui appartenait au seigneur de Mirafuentes et un domaine appelé Galdôn. |

Famille Mugabure (Guéthary) :
| Blason | Blasonnement : D'azur à la montagne d'argent baignant dans une mer au naturel mouvant de la pointe de l'écu, à la nef d'argent voguant à senestre, et à l'étoile d'or au canton senestre du chef. Note : Les blasonnements de cette page sont tous issus de cet ouvrage qui cite également d'autres sources,. |

Famille Mugarrieta (Fontarrabie) :
| Blason | Blasonnement : De sinople à une tour d'argent ; à la bordure de gueules charge de huit flanchis d'or. Note : Les blasonnements de cette page sont tous issus de cet ouvrage qui cite également d'autres sources |

Famille Mujica (Biscaye) :
| Blason | Blasonnement : D'argent à trois fasces d'azur (armes primitives). Note : Les blasonnements de cette page sont tous issus de cet ouvrage qui cite également d'autres sources Commentaires : Ancien lignage issu des Avendaño par Juan Galindez de Avendaño. Ce lignage est à l'origine de plusieurs maisons, à Gudugarreta, Villafranca de Oria, Idiazabal et Goyas. |

Famille Mujica (Gudugarreta) :
| Blason | Blasonnement : D'or à trois fasces de gueules. Note : Les blasonnements de cette page sont tous issus de cet ouvrage qui cite également d'autres sources Commentaires : Armes de la branche de Gudugarreta. |

Famille Mujica (Villafranca de Oria) :
| Blason | Blasonnement : De sinople à la bande d'or engoulée de deux têtes de dragons du même, lampassées de gueules, accostée de deux écussons d'argent chargés chacun de quatre fasces d'azur. Note : Les blasonnements de cette page sont tous issus de cet ouvrage qui cite également d'autres sources Commentaires : Armes de la branche de Villafranca de Oria. |

Famille Muguerza (Guipuscoa) :
| Blason | Blasonnement : D'or à dix feuilles de peuplier de sinople posées 3, 3, 3 et 1. Note : Les blasonnements de cette page sont tous issus de cet ouvrage qui cite également d'autres sources Commentaires : Maisons nobles à Eibar, Elgoibar et Bergara. |

Famille Muguruza (Fontarrabie) :
| Blason | Blasonnement : D'or au château au naturel et deux chiens d'azur appuyés contre ses murs ; devant la porte, à moitié fermée, d'argent, un guerrier armé d'azur ; sur les créneaux de la tour centrale, un sanglier de sable, armé d'argent ; et brochant sur le tout, une bande d'argent engoulée de deux têtes de dragons de sinople, lampassées de gueules. Note : Les blasonnements de cette page sont tous issus de cet ouvrage qui cite également d'autres sources Commentaires : Maison noble de Fontarrabie dont était issu Juan de Muguruza y Aguirre, natif de Elgoibar, commandant de navire de l'escadre royale, chevalier de Saint-Jacques en 1779, tué à la Bataille de Trafalgar. |

Famille Munarriz (Navarre) :
| Blason | Blasonnement : Ecartelé en sautoir, au 1 d'azur à la croix tréflée d'or ; parti d'argent à trois pals de gueules ; au 2 de sable au château d'argent ; au 3 d'argent à l'arbre de sinople et un sanglier de sable au pied de l'arbre ; au 4 d'argent à trois pals de gueules ; parti d'azur à la croix tréflée d'or. Note : Les blasonnements de cette page sont tous issus de cet ouvrage qui cite également d'autres sources Commentaires : Maison noble du lieu de Munârriz dont elle prit le nom, en vallée de Goñi, à l'ouest de Pampelune. |

Famille Mundubeltz (Guipuscoa) :
| Blason | Blasonnement : D'argent à la tour au naturel, adextrée d'un chêne de sinople, au loup passant de sable brochant sur le fût et attaché à celui-ci par une chaîne du même, l'arbre surmonté de trois fleurs de lys d'azur. Note : Les blasonnements de cette page sont tous issus de cet ouvrage qui cite également d'autres sources Commentaires : Maison noble Tolosa, mentionnée en 1397. Établis en Labourd, à Bayonne, Ciboure, Anglet et Biarritz. Littéralement Monde noir en basque. |

Famille Munibe (Biscaye) :
| Blason | Blasonnement : De gueules au château d'argent sur une onde d'argent et d'azur ; à la bordure d'azur chargée de huit étoiles d'or. Note : Les blasonnements de cette page sont tous issus de cet ouvrage qui cite également d'autres sources Commentaires : Maison noble de San Andrés de Echevarria, près de Markina. Les armes primitives de cette famille sont : de gueules au château d'argent sur une onde d'argent et d'azur ; à la bordure componée de huit pièces d'or et d'azur. |

Famille Murgui (Sare) :
| Blason | Blasonnement : D'argent à six graves (oiseaux des montagnes) de sable, becqués et membrés de gueules, posés 2 et 1. Note : Les blasonnements de cette page sont tous issus de cet ouvrage qui cite également d'autres sources, Note : Ce blasonnement est incohérent (six oiseaux posés 2 et 1). Commentaires : Famille citée à Sare, au début du XVIIe siècle. D'autres maisons furent fondées à, Astigarraga, près de Tolosa, en Guipuscoa, à Deba, Azpeitia et Oñate. La maison noble de Murguia existait au lieu de ce nom, à Zuya, en Alava. |

Famille Murgui (Astigarraga) :
| Blason | Blasonnement : D'argent à l'arbre de sinople et deux chaudrons de sable qui pendent des branches de chaque côté par des chaînes du même, et trois chiens d'argent au pied de l'arbre sur une terrasse de sinople. Note : Les blasonnements de cette page sont tous issus de cet ouvrage qui cite également d'autres sources, Note : Ce blasonnement est incomplet et/ou incohérent. Commentaires : Armes de la branche d'Astigarraga. |

Famille Murgui (Deba) :
| Blason | Blasonnement : Coupé, au 1 d'argent au chêne de sinople et un sanglier de sable appuyé contre le tronc : au 2 de sinople à deux fasces d'argent. Note : Les blasonnements de cette page sont tous issus de cet ouvrage qui cite également d'autres sources, Commentaires : Armes de la branche de Deba. |

Famille Murillo (Basse-Navarre) :
| Blason | Blasonnement : De sable à trois châteaux d'argent, 2 et 1. Note : Les blasonnements de cette page sont tous issus de cet ouvrage qui cite également d'autres sources Commentaires : Maison noble à Larceveau, en Ostabaret. |

Famille Muruzabal (Navarre) :
| Blason | Blasonnement : De gueules à la bande d'or ; au chef d'argent. Note : Les blasonnements de cette page sont tous issus de cet ouvrage qui cite également d'autres sources ; Commentaires : Une maison noble de ce nom existait dans la localité éponyme. |

Famille Mutiloa (Guipuscoa) :
| Blason | Blasonnement : D'argent à la fasce d'azur accompagnée de quatre loups de sable posés l'un sur l'autre, 2 en chef et 2 en pointe. Note : Les blasonnements de cette page sont tous issus de cet ouvrage qui cite également d'autres sources Commentaires : Ces armes sont celles d'une ancienne maison noble de ce nom qui existait dans la cité. |

Famille Muzquiz (Biscaye) :
| Blason | Blasonnement : D'argent à deux loups passants de sable, lampassés, allumés et armés de gueules, surmontés d'une étoile du même ; à la bordure aussi de gueules chargée de dix-sept flanchis d'or. Alias : d'azur à deux loups passants d'argent surmontés d'un ovale d'argent chargé d'une rose de gueules. Note : Les blasonnements de cette page sont tous issus de cet ouvrage qui cite également d'autres sources Commentaires : Ancien lignage dont la maison d'armes se trouvait à San Julian de Somorrostro ou à San Julian de Musqués. Une branche passa en Navarre où elle fut appelée Apesteguia et Ernandorena, avec un palacio maison d'armes à Beruete. |